# Insjön (Åsele socken, Lappland, 711310-156612)
Insjön är en sjö i Åsele kommun i Lappland och ingår i Ångermanälvens huvudavrinningsområde. Sjön är 10 meter djup, har en yta på 0,958 kvadratkilometer och är belägen 295,1 meter över havet. Sjön avvattnas av vattendraget Insjöbäcken.

## Delavrinningsområde
Insjön ingår i det delavrinningsområde (711367-156564) som SMHI kallar för Inloppet i Insjön. Medelhöjden är 312 meter över havet och ytan är 3,37 kvadratkilometer. Räknas de 6 avrinningsområdena uppströms in blir den ackumulerade arean 67,19 kvadratkilometer. Insjöbäcken som avvattnar avrinningsområdet har biflödesordning 2, vilket innebär att vattnet flödar genom totalt 2 vattendrag innan det når havet efter 186 kilometer. Avrinningsområdet består mestadels av skog (71 procent). Avrinningsområdet har 0,96 kvadratkilometer vattenytor vilket ger det en sjöprocent på 28,5 procent.